# Lineu Silva
Lineu Silva, mais conhecido simplesmente como Lineu ou Lineuzinho (Rio de Janeiro, 10 de setembro de 1952), é um personagem fictício do seriado brasileiro A Grande Família, da Rede Globo. Foi interpretado por Jorge Dória na 1.° versão e por Marco Nanini na 2.° versão.

## História (referente à 2° versão)
Lineu Silva é um médico veterinário, que exerce a função de fiscal sanitário junto com o Mendonça (Tonico Pereira), seu chefe e amigo.
É casado com Irene Silva, a Dona Nenê (Marieta Severo), uma esposa dedicada e competente. Lineu sustenta os dois filhos, Maria Isabel, a Bebel (Guta Stresser) e Arthur, o Tuco (Lúcio Mauro Filho) e o genro Agostinho (Pedro Cardoso). Vive uma vida de atribulações com o constante desapontamento da falta de perspectiva de vida de Tuco e acaba sempre envolvido nas tramoias financeiras de Agostinho. Geralmente, é Lineu que salva o genro e sua filha com os apertos financeiros dos dois.
É o mais sério de todos, politicamente correto e muito honesto. Todas essas características fazem com que as pessoas o achem chato, mas Lineu tenta mostrar que não é chato ser cumpridor das leis e que é recompensador ser honesto. Mesmo parecendo ser um homem turrão, Lineu tem um bom coração e apenas quer ter controle da situação dentro de sua própria casa (o que quase nunca acontece, já que Nenê tenta enganá-lo para salvar a pele de seus filhos e genro).
Lineu tem um irmão mais novo, Frank Silva (Pedro Paulo Rangel), quem ele insiste em dizer que é irresponsável. Não se dá bem com o irmão em função de uma rixa antiga. Para Lineu, o seu sobrinho Frank Silva Jr. (Latino), é mais irresponsável que o pai.
Em alguns momentos, Lineu tenta mostrar para as pessoas que pode fazer loucuras, o que nunca acaba dando certo (no final ele chega à conclusão de que pode até mudar pouco, mas não completamente).
No final das contas, ele é o ponto de equilíbrio da família.
Logo no início de 2009, uma confusão começou na vida de Lineu: ele descobriu que não era casado com sua esposa porque o padre que celebrou seu casamento era casado desde o início da década de 1970 e por isso, todas as cerimônias desse período não teriam validade. Ao saber disso Nenê se desesperou, e Lineu achou graça. Com isso, Nenê começou a fazer chantagem emocional e Lineu teve que pedi-la novamente em casamento. Achando que haveria uma reunião no Paivense, a quadra do bairro, Lineu se deparou com uma despedida de solteiro, o que acabou provocando uma confusão mais tarde, tudo porque Beiçola fotografou Lineu no meio das mulheres com um celular e entregou para Nenê (ele sempre foi apaixonado por ela). Mas no final, tudo ficou esclarecido e o casamento se concretizou.
Após anos, Lineu achou uma bateria no sótão, que era nada mais, nada menos pertencente à sua banda de rock no início de sua carreira na repartição: Os Fiscais do Ritmo. Formado por três componentes: Lineu (bateria), Mendonça (contrabaixo) e Pereira (guitarra), a banda acabou porque com o tempo Lineu começou a faltar aos ensaios e se ocupar no trabalho, mesmo quando estavam fazendo sucesso. Resolveram ressuscitar a banda chamando o Doutor Mesquita (Otávio Augusto), chefe de Lineu, para ficar na guitarra. Já que o Pereira estava aposentado.
Na 11° temporada, Lineu descobriu que precisava da assinatura de sua mãe para regularizar a casa onde mora. A casa pertence aos seus pais: Seu Horácio (Marco Nanini) e Dona Glória (Laura Cardoso). O problema é que, por conta de mágoas do passado, Lineu acaba não gostando da possibilidade de reencontrar sua mãe, já que a mesma o abandonou aos 10 anos. Ele não acredita que ela poderia voltar. Entretanto, Tuco faz uma manchete procurando a sua avó, e recebe o recado de uma mulher chamada Suéllen. Ao marcar um encontro na pastelaria do Beiçola, aparece uma idosa, e ele descobre que na verdade, ela é a sua avó.
Ao tentar aproximar os dois, a família inventa uma personagem para Dona Glória: Vitória, a babá do Florianinho. Mas essa farsa não durou muito tempo, e Lineu, ao descobrir a mentira, decepcionou-se com ela mais uma vez, mas ao saber que sua mãe havia repassado a parte dela da casa para Lineu, resolveu conversar com ela novamente, entretanto Lineu não conseguiu perdoá-la. Ao saber que sua mãe estava doente, um plano planejado por Agostinho, Lineu começou a tratá-la com carinho, mas a farsa foi descoberta por Lineu que se sentiu magoado com ela mais uma vez.
Lineu resolveu contar à Nenê toda a história que ele tinha vivido, e ao saber que Dona Glória não havia ido ao tribunal, resolveu perguntá-la o porquê disso. Assim, Nenê descobriu que Dona Glória resolveu abrir mão da guarda de Lineu para ele não precisar decidir se ficaria com a mãe ou com o pai. Ela também não sabia que Lineu teria escolhido ficar com ela, pois seu pai escondeu esse detalhe. Sendo assim, com o apoio de toda a família, Dona Glória e Lineu resolveram pedir perdão um ao outro, recomeçando a vida, entre mãe e filho.
Na 12° temporada, uma reviravolta começou na vida da família Silva. Com planos de viagem para Buenos Aires, a viagem dos sonhos de Nenê que nunca sai do papel, Lineu e Nenê arrumavam suas malas. Entretanto, a matriarca teve o pressentimento de que alguma coisa de ruim iria acontecer, mas ela não sabia o que era. Nesse momento, um carro surgiu desgovernado indo em direção ao Florianinho, que estava soltando pipa com o pai, Agostinho. Porém Lineu percebeu a situação, e empurrou Florianinho, tornando-se então o alvo. Lineu acabou ficando em coma.
Quatro anos se passam, e Nenê continua esperançosa, sempre visitando o marido no hospital. Todo o dia ela levava flores para o marido, no intervalo do seu trabalho. Ela agora é uma mulher que trabalha em uma loja de roupas do bairro para ajudar nas economias da casa, mas também tem ajuda de outros dois membros da família: o genro, que tem a frota de táxi como fonte de sustento, e o filho, que agora é um ator de um programa humorístico da TV.
Ela também passou a receber ajuda do doutor Paulo Romero, médico que passou a cuidar do Lineu. A constante presença da esposa do Lineu no hospital, começou a encantar o médico, que passou a pensar na possibilidade deles ficarem juntos. As poucas chances de Lineu acordar também fizeram com que essa possibilidade aumentasse, porém Nenê não queria dar esperanças ao médico. Mas o Dr. Romero continuava a querer ir além da amizade com ela, e sugeriu uma viagem para Buenos Aires, só os dois. Mesmo não gostando dele, Nenê queria visitar esse lugar que há anos ela sempre sonhou ir. Em reunião de família, Nenê decidiu ir, mesmo que o genro fosse contra, pois ela tinha o apoio dos filhos. Dentro do táxi, indo pro aeroporto, o sentimento falou mais alto, e Nenê resolveu voltar ao hospital para visitar o marido antes de viajar, foi então, que após 4 anos, muitas rosas e um livro, que a esposa sempre lia para o marido, Lineu acordou.
A festa foi grande, e ao voltar, Lineu reparou que a rua estava bastante diferente, com uma favela, com um trilho de trem e com a sua casa sem a garagem, porque Agostinho resolveu ampliar sua casa com uma área de lazer que possui churrasqueira, piscina e aparelhos de ginástica. Foi então que Lineu conseguiu rever seu neto, Florianinho, que agora já é um pré-adolescente. No almoço, a presença do médico Paulo Romero, que foi convidado pelo próprio Lineu, incomodou a todos, mas principalmente ao Agostinho que resolveu contar a verdade: Romero e Nenê iriam viajar para a Argentina. Isso deixou Lineu abalado e furioso, o levando ao desmaio. Ao acordar, no hospital, Lineu acreditava tudo não ter passado de um sonho, mas ao constatar que era verdade, ele expulsou a todos do quarto e após isso, teve um ato surpreendente ao gostar do programa do Tuco, pois ele nunca concordou que seu filho fosse artista, mesmo que este sempre tentasse ser um. Mas ao ver o filho talentoso na televisão, não teve como segurar os risos.
Ao perceber a sua nova realidade, e relutar um pouco, Lineu resolveu encarar tudo de frente e correr atrás dos anos perdidos. Foi então, que ele começou a reconquistar Nenê e salvar o seu casamento, fazendo a viagem que ela sempre quis para Buenos Aires. Mas havia um problema, Lineu não tinha dinheiro,  foi assim que ele pediu dinheiro emprestado ao genro, tornando essa viagem possível. Lá, Lineu descobriu o roteiro de viagem de Romero, e ao perceber que tudo era de qualidade, ele resolveu superá-lo, gastando o máximo possível, chegando ao ponto de passear de limusine e hospedar-se em um hotel caro. Isso acabou criando um mal-estar no casal, mas que passou após o Lineu perceber que precisava confiar na mulher que ele sempre amou e que sempre esteve ao lado dele. Ele lembrou que instantes antes de acordar, quando estava começando a se recuperar, Nenê tinha feito uma declaração de amor a ele. Essa loucura do Lineu, em pagar coisas caras, acabou caindo na conta do genro, Agostinho, que após anos, estava agora vendo como é ruim ter que pagar a conta de outras pessoas, uma situação que Lineu viveu durante anos.
Mas o 12° ano ainda teve mais surpresas. Mesmo fazendo as pazes com a esposa, a sombra de Romero ainda estava entre os dois: eles agora tinham uma dívida com o médico. Lineu decidiu hipotecar a casa para pagá-la. Tudo ia muito bem, até o dia que eles atrasaram as contas e correram o risco de perder a casa. Foi então que surgiu a chance de Nenê participar de um programa de perguntas e respostas sobre novelas, entretanto, para o azar da família, Nenê errou a última pergunta. Mesmo gostando de novelas, ela perdeu o capítulo da pergunta em questão. Sem dinheiro, a família Silva, perdeu o lar. Vivendo agora com o genro, que morava ao lado, o casal Lineu e Nenê se sentiu impotente com essa situação. Foi com a ajuda dos moradores, que a família Silva conseguiu recuperar a casa em um leilão.

## Personalidade
Dono de uma personalidade forte, está sempre tentando manter todos a sua volta dentro da linha. Tem um forte senso de justiça e por isso perde a paciência rapidamente quando se vê em situações com pessoas que tentam torcer as leis em benefício próprio. Além disso, gosta de estar certo e em controle das situações, o que lhe dá um ar de "caxias" (Pessoa que exige de seus colegas e trabalhadores o cumprimento rigoroso das leis, regulamentos e determinações de serviço).
É um pai de família responsável e mesmo com todos os defeitos, se esforça para auxiliar os que precisam de sua ajuda.
Gosta de rotinas e inclusive isso é comum até na vida romântica do casal, o que de tempos em tempos causa reclamações e frustrações por parte de sua esposa. Quando estas situações ocorrem, Lineu tenta provar para Nenê e para os outros que ele pode ser descolado e inovador, o que causa grande desconforto a ele pois é contra a sua personalidade.  Nas noites de amor, toda quinta-feira o casal toma um vinho do Porto e vai dormir mais cedo.
Gosta de ser considerado justo, honesto e correto porém o excesso coloca-o em situações onde ele vira motivo de chacota. Para mostrar que também faz loucuras, e que não é tão certinho, Lineu se mete em confusão. Em “O Filho da Mãe”, Lineu finge estar fazendo sexo com Nenê e começa a insinuar para família que ainda tem relações com ela. No episódio “A Certinha do Lineu” Lineu compete com Nenê para provar que não é certinho, e tenta curtir a festa (provocando ela). Também tem competição entre os dois em “Os Caretas”, dessa vez Lineu coloca um piercing, enquanto Nenê tira fotos sensuais.
Se sente desconfortável com demonstrações publicas de afeto e é humilde quando é motivo de reconhecimento pessoal e profissional, o que sempre magoa o seu amigo e chefe Mendonça, que confunde o desconforto de Lineu como desprezo às suas declarações de amizade.
É torcedor do Fluminense Football Club.

## Aniversário
Em “Lineu versus Lineu”, da 2ª temporada, exibida em 2002 (época em que a ficção seguia o mesmo ano da realidade, diferente da 12ª temporada em frente), Lineu faz 50 anos. Logo, ele é de 1952. Apesar de o mês e o dia nunca terem sido revelados de forma concreta, no episódio “Feitiço na Rua” da 12ª temporada, mais uma pista sobre a data do aniversário de Lineu foi dada. O personagem revelou ser do signo de Virgem, logo, nasceu em setembro.

## Infância
Na 11° temporada, passamos a entender o porquê de Lineu ser tão sisudo, um homem cumpridor das leis e dos direitos, e que cobra tudo isso de sua família.
Glória Rosa conheceu Horácio Silva quando ela cantava na noite. Mesmo com uma grande diferença de idade entre os dois, quinze anos, eles acabaram se apaixonando. Mas a diferença não estava apenas aí, como também na profissão: ela, cantora, já ele, um militar. Suas personalidades também eram distintas: enquanto ela era uma mulher bastante animada e festiva, ele era durão e certinho. A relação dos dois seguia muito bem, e com muitos planos para o futuro, como uma casa que Horácio havia comprado para eles (a atual casa da família Silva). Sendo assim, resolveram se casar, e Glória passou a se chamar, como casada, Glória Rosa e Silva.
Com o nascimento de Lineu, a vida de Glória mudou. Ele cresceu em meio à música, sempre que podia, após as aulas, assistia aos ensaios de sua mãe. Passava o dia lá, fazendo os deveres do colégio e aprendendo a dançar.
Com alguns anos casados, as brigas entre Horácio e Glória começaram. Ele gostaria de ver sua mulher distante da música, queria que ela parasse de cantar. Essa situação acabou afastando os dois aos poucos e acabou acarretando em uma traição: Glória começou a ter um caso com o compositor José da Paixão, que fez um bolero em homenagem à moça. O nome da música era justamente o nome dela. Em uma noite, ao tocar na rádio, Horácio acabou descobrindo o caso de sua esposa, e ela teve que sair de casa (ele não a perdoou por isso).
Ela se despediu de Lineu (que tinha 10 anos na época) e nunca mais voltou a morar naquela casa. O menino não desconfiava do que ocorria, tanto que em uma noite, ao acordar e ver as gavetas do quarto de sua mãe vazias, perguntou sobre ela. Seu pai não respondeu, apenas chorou e pediu para seu filho ficar com ele (tinha sido a primeira vez que Lineu viu seu pai chorar). Enquanto isso, Horácio falava mal de Glória para seu filho, sem explicar exatamente o que havia ocorrido. Lineu demorava a dormir e tinha medo do escuro (sua mãe que o colocava para dormir).
Apesar disso tudo, Lineu ainda via sua mãe em algumas circunstâncias, e como de costume, eles se viam na gafieira onde ela trabalhava, o que irritava Horácio, que não queria ver o garoto naquele lugar, já que foi justamente nesse ambiente onde ela tinha encontrado o amante. Com isso, aos poucos, Glória e Lineu foram se separando. Ela até tentou lutar por ele, entrando na justiça, fazendo com que o garoto tivesse que escolher na justiça com quem ele iria ficar.
Na véspera do julgamento, Lineu ficou nervoso e não conseguia falar, e no dia em que deveria decidir com quem iria ficar, sua mãe não apareceu na sessão, o que o fez perder a confiança nela (o que Lineu não sabia, é que, ao ver seu filho pressionado por uma decisão difícil, Glória desistiu da guarda dele. Horácio também mentiu para Glória, não dizendo que Lineu teria ficado com ela).
Toda essa história foi criando em Lineu uma visão negativa de sua mãe. Desse dia em diante, seu pai começou a tratá-lo com rigidez. O menino se sentia revoltado pela mãe tê-lo abandonado para ficar com outro homem (era o que seu pai dizia) e não queria mais vê-la, o que acabou separando os dois. Mesmo após a morte do pai, a situação não melhorou (Lineu imaginava que caso voltasse a falar com sua mãe, isso seria uma traição). Lineu passou a ter a imagem de Horácio associada à de um homem correto e íntegro, o que explica bastante a personalidade dele na atualidade.
Após 40 anos de separação, mãe e filho passam a se entender novamente.

## E Franklin?
Uma história que não foi muito bem explicada é quanto ao irmão de Lineu, Franklin. Nas cenas em que aparece o passado de Lineu, nada é falado sobre o irmão dele. Existe duas possibilidades: ou os autores esqueceram que o Lineu tinha um irmão ou resolveram focar apenas no drama do Lineu. Vale constar que o Lineu sempre detestou o irmão, o que também explicaria a ausência dele nos flashbacks).

## Anos 70
A juventude de Lineu e Nenê já foram exploradas algumas vezes. No longa-metragem descobrimos que Lineu e Carlinhos (o então quase namorado de Nenê) disputaram a companhia dela, no tradicional baile, através da sorte (disputa de gravetos) já que enquanto um tinha o paletó, mas não tinha o convite, o outro tinha o convite, mas não tinha o paletó. Lineu trapaceou (seja qual fosse o graveto escolhido por Carlinhos, Lineu ganharia) e ganhou o paletó. Mas Nenê já estava interessada em Lineu, e queria mesmo que ele fosse ao baile.
Um tempo depois, e apaixonada por Lineu, Nenê descobriu que estava grávida, mesmo com medo, contou a novidade para ele, que logo se apavorou, pois estava na faculdade, não trabalhava, morava na casa dos pais e não queria viver às custas de Seu Floriano (pai de Nenê). Para provar seu amor, Lineu começou a trabalhar na pastelaria do Seu Salvador (pai do Beiçola). Trabalhava de noite e estudava de dia. Tudo isso mostrado em “O Passado Bate A Sua Carteira”.
Foi Lineu também, que teve a ideia de dar o nome de Maria Isabel para a criança (caso fosse uma menina). Ele disse que tinha uma avó com esse nome, e que achava lindo. Nenê logo aceitou. Se casou com Nenê quando ela estava grávida de 4 meses (provavelmente estavam tentando esconder a gravidez) e 5 meses depois, Bebel nasceu (em outubro).
O casal passou a morar na casa dos pais de Lineu (a casa atual da família Silva).

## Religião
Acredita-se que Lineu seja cético, já que em muitos episódios o Lineu não acredita em nada que alguns religiosos dizem, principalmente quando a religiosa em questão é a sua esposa Nenê, pois ela é chega a ser fanática em algumas situações.

## Profissão
Lineu passou 36 como fiscal da Vigilância Sanitária do Rio de Janeiro, trabalhando sob a chefia de Mendonça. Passou no concurso público antes de Bebel nascer e mesmo se ausentando em alguns momentos importantes dos seus filhos, fato que ele comentou em “A Presença de Lineu”, Lineu se orgulha bastante de seu emprego. O primeiro chefe dele foi Almeidinha, que participou da 1ª Temporada, e que mesmo sendo ingrato e mandão com Lineu, gostava muito dele (gostava tanto que chegou a chorar pedindo a sua volta, após Lineu ter se demitido).
Na 2ª Temporada entrou na repartição o seu atual chefe José Carlos Mendonça, mais conhecido apenas como Mendonça. Os dois são muito amigos, tanto que já entraram em roubadas inúmeras vezes, e sempre que pode, Lineu salva Mendonça de situações quase impossíveis.
Na 8ª Temporada, Lineu resolve dar uma pausa como fiscal, e encarou um outro trabalho dentro da sua profissão: O de veterinário clínico. Anos após ter se formado, Lineu só havia exercido a clínica em situações extremas (um animal atropelado, por exemplo). Nesse ano, ele vendeu seu antigo carro (um Chevrolet Monza) e comprou um novo (Renault Kangoo Van) onde podia transportar seus animais.
Junto com o Tuco, ele abriu um pet shop em um shopping, nesse mesmo ano, onde algumas confusões passaram a acontecer. Tuco reclamava de seu salário, mas Lineu sempre dava o que podia, e o que ele merecia (já que nem sempre ele cumpria o que devia).
Na 9ª Temporada, tudo voltou como era antes, Lineu decidiu fechar o Pet Shop, por conta da crise econômica de 2008, voltou a ser fiscal e comprou um novo carro (Fiat Idea). Atualmente possui um Toyota Corolla, transformado em táxi por Agostinho durante os anos em que esteve em coma.

## Relações

### Parentes

#### Irene de Souza Silva (Dona Nenê)
Casou-se com Nenê em maio dos anos 70 enquanto Nenê estava grávida de 2 meses de Bebel. É apaixonado pela esposa e faz de tudo para vê-la feliz. Em muita situações prioriza o seu trabalho ao casamento, mas detesta magoas sua esposa e logo dá um jeito de se redimir. Valoriza o trabalho de Nenê como dona de casa e sempre escuta as opiniões da mulher, apesar da dificuldade de aceitar opiniões alheias.
A principal causa de briga entre os dois é a superproteção de Nenê com os filhos. Na 7ª temporada, depois de anos tirando Agostinho de encrencas e brigando com Nenê para que ela deixasse os filhos resolverem os problemas deles sozinhos, Lineu finalmente chega ao seu limite. Ele se separa temporariamente de Nenê e vai morar na casa ao lado. Porém, sofre com a ausência da esposa e vice-versa, o que faz com que o casal se entenda pouco tempo depois.

#### Maria Isabel da Silva Carrara (Bebel)
É a primogênita do casal e filhinha do papai. Tem uma relação muito próxima a filha, a quem ela recorre sempre que tem problema. Mesmo que ele reclame com Nenê sobre mimar os filhos, ele protege Bebel na maioria dos casos, o que faz parecer que ela é a preferida de Lineu. É atencioso e delicado com a filha, considerando-a sempre como mais frágil do que o filho.

#### Artur Silva (Tuco)
Filho mais novo, nascido em 1978. Tem uma relação complicada com o filho, pois o considera irresponsável e preguiçoso, o que gera constante atrito entre os dois. Lineu tem grandes frustações com Tuco pois mesmo com toda ajuda que deu ao filho, parece não ter adiantado para que ele tivesse uma profissão e "tomasse jeito na vida". Em alguns momentos sente-se fracassado na criação do filho, lamentando-se com os fracassos do filho.

#### Agostinho Carrara
É o genro de Lineu. Trambiqueiro e picareta, totalmente contrário aos valores e princípios de Lineu, o que faz o que os dois entrem em frequentes brigas.  Constantemente salva Agostinho de dívidas pelo bem de Bebel, sua filha. Considera Agostinho irresponsável e malandro, com métodos que geralmente envolvem enganar outras pessoas, o que tira Lineu do sério.
Na temporada de 2011, mais responsável que antes e com uma frota de táxi, o taxista entrou em uma nova confusão com o sogro, já que agora com condições financeiras, em muitas situações o papel se reverteu e ele teve que ficar a frente de toda família.

#### Floriano Silva (Seu Flor)
Possuem uma boa relação entre sogro e genro, já que Lineu é o responsável pelo sustento da casa, tendo de sustentar além dos filhos e genro, também o pai de sua esposa (o ator Rogério Cardoso faleceu fora da série em 2003), se mostrando um bom marido á Nenê e dedicado á família e ao lar. São poucas as desavenças entre os dois, tanto que Seu Flor tenta incentivar Lineu a sempre zelar pelo amor entre ele e Nenê e lutar para mantê-la sempre apaixonada por ele.

### Outros

#### Mendonça
Possuem uma boa relação como chefe e funcionário da repartição e fora da empresa se tratam de forma mais amigável, visto que são amigos há anos e Mendonça considera Lineu como seu melhor amigo, a quem bajula com uma certa frequência, o que chega a constranger e irritar Lineu em algumas situações. Apesar de geralmente Mendonça ser chefe de Lineu, este se mostra muito mais responsável que seu supervisor, que devido a ser um tanto quanto galanteador e também se mostrar beberrão e muito emotivo (mesmo sóbrio, inclusive quando duvida da fidelidade de Lineu á amizade entre eles), sobrando a Lineu resolver a situação por

#### Beiçola
Normalmente possuem uma relação amigável, apesar de Lineu obviamente detestar as investidas amorosas de Beiçola para com sua esposa Nenê, o que algumas vezes desperta um ciúme excessivo e já o fez agredir o pasteleiro fisicamente. Apesar disso, Lineu tenta manter a política da boa vizinhança e em muitas situações ele e Beiçola se mostram amigos, tanto que é comum Lineu comprar alimentos na pastelaria de Beiçola ou mesmo jogar bilhar e outros jogos de mesa na pastelaria, além de Beiçola concordar com Lineu em suas decisões políticas em prol do bairro, apesar de outro motivo de atrito dos dois seja devido a Lineu confiscar alimentos e outras substâncias impróprias que podem haver na pastelaria, por mais que isso raramente aconteça.

#### Marilda
Por Marilda ser amiga de Nenê e estar constantemente visitando a casa, acaba tendo uma amizade para com Lineu também, visto que a relação dos dois geralmente é amigável, exceto quando discordam da posição um do outro, já que Marilda acha Lineu um tanto certinho obcecado para com seu trabalho, não medindo esforços para fazer o que é justo mesmo que tenha que prejudicar algum amigo (como no episódio "Teu cabelo não nega", no qual Lineu multa o salão de Marilda por estar usando um formol de cheiro muito forte no cabelo das clientes); enquanto Lineu acha que Marilda escolhe mal seus namorados, tanto que algumas vezes tenta ajudar a cabeleireira a se envolver com algum rapaz mais decente (muitas vezes faz isso após um apelo emocional de Nenê, que sempre tenta encontrar alguém ideal para sua amiga), além de ter que lidar com as crises amorosas entre ela e Mendonça, e por mais que muitas vezes se mostre defendendo o lado de seu chefe, Lineu ainda o repreende quando não trata Marilda com o respeito que ela merece, chegando a repreendê-la também quando a mesma não se valoriza. Ela também o repreende quando ele é negligente para com a atenção á Nenê, apesar de preferir não se intrometer no romance dos dois, por respeito a ambos.

## Apelidos
Lineu é um dos que mais têm apelidos, já que ele é visto como chato, por ser metódico. Alguns estão abaixo:
- Lineuzinho: apelido carinhoso dado por Mendonça (às vezes Nenê também usa)
- Popozão: apelido carinhoso dado por Tuco
- Cri cri: apelido dado por Agostinho
- Lineurótico e Lineuvoso: apelido dado pela turma de Tuco da faculdade de veterinária